# Didier Ratsiraka
Pour les articles homonymes, voir Ratsiraka.
Dans le nom malgache Ratsiraka Didier, le nom de famille précède le prénom, mais cet article utilise l’ordre habituel en français Didier Ratsiraka, où le prénom précède le nom.
Didier Ratsiraka est un militaire et homme d'État malgache, né le 4 novembre 1936 à Vatomandry (province de Tamatave) et mort le 28 mars 2021 à Antananarivo. Fondateur du parti socialiste et nationaliste Arema, il exerce par deux fois la fonction de président de la République (1975-1993 et 1997-2002).
Fils d'un fonctionnaire de l'administration coloniale française, il devient officier de marine puis ministre des Affaires étrangères durant la Transition militaire malgache (1972-1975).
Après la transition militaire, il fait approuver par la population une nouvelle Constitution à orientation socialiste, puis est élu président de la république démocratique de Madagascar. Le choix de la planification et de la malgachisation se révèle finalement un échec économique et social le poussant à accepter, en 1991, la transition libérale réclamée par les Forces vives d'Albert Zafy, qui lui succède à la tête de l'État en 1993.
Candidat à l’élection présidentielle suivante, en 1996, ayant pris note de l'échec du socialisme, il se veut désormais le promoteur d'un humanisme écologique. Il parvient de justesse à battre Albert Zafy et devient à nouveau président de la République. Il procède alors à une réforme constitutionnelle renforçant les prérogatives du chef de l'État, tandis que le pays renoue avec une croissance économique modérée.
L'élection présidentielle suivante l'oppose à Marc Ravalomanana, qui revendique sa victoire et se proclame président de la République à Tananarive — ce que conteste Ratsiraka, qui se replie à Tamatave. Les tensions politiques menant le pays au bord de la guerre civile, Didier Ratsiraka s'exile en France en 2002.
En 2009, le putsch d'Andry Rajoelina l'amène à participer aux négociations menées sous l'égide de l'Union africaine en vue de mettre en place un gouvernement malgache transitoire, un projet qui n'aboutit finalement pas. La candidature de Ratsiraka à l'élection présidentielle de 2013 n'est pas retenue, mais il peut se présenter à celle de 2018, où il est éliminé dès le premier tour.

## Biographie

### Origines
Didier Ignace Ratsiraka est né à Vatomandry, sur la côte Est, région d'origine de sa mère qui appartenait à l'ethnie Betsimisaraka. Tamatave et sa province resteront d'ailleurs son « fief » dans la suite de sa carrière politique.
Par son père, Albert Ratsiraka, qui était un des dirigeants locaux du PADESM dans la région de Moramanga, Didier Ratsiraka était un héritier politique de ce mouvement. Ainsi, dès ses débuts en politique, il passait pour représenter l'aile gauche de ce mouvement, plus radicale et socialisante, face à une aile modérée sociale-démocrate représentée par le président Philibert Tsiranana.
En 1964, il épouse Céline Ratsiraka, née Velonjara. Le couple a quatre enfants : Olga, Sophie, Annick et Xavier.

### Formation et études
Didier Ratsiraka fut un élève brillant : après avoir suivi ses études à Tamatave puis à Tananarive, il passa son baccalauréat en France au lycée de Montgeron, puis fut admis en classe préparatoire scientifique au lycée Henri-IV à Paris. Il choisit la voie militaire, et fut admis à l'École navale (2e de sa promotion).
En 1960, Didier Ratsiraka intègre l'école navale, puis embarque sur la Jeanne d'Arc en 1962. À l'occasion de cette croisière d'application, il visite plusieurs pays et ports importants comme Hong-kong, Panama et Pearl Harbor. Il retourne dans son pays (avec le grade d'enseigne de vaisseau de 1re classe), puis reçoit le commandement du patrouilleur Tanamasoandro, bâtiment cédé par la France à la République malgache et basé à Diégo-Suarez. À la suite de fausses manœuvres, le patrouilleur s'échoue au fond de l'anse de la Nièvre et Didier Ratsiraka écope d'une sanction particulière : il est envoyé en « exil » à Paris en tant qu'attaché d'Ambassade.

## Carrière politique

### Membre du gouvernement Ramanantsoa
Sa véritable entrée en politique se fit en tant que militaire. À la suite des événements estudiantins de mai 1972, le capitaine de corvette Didier Ratsiraka devient ministre des Affaires étrangères du gouvernement Ramanantsoa, régime de transition en place de 1972 à 1975. À ce poste, il obtient en 1973 de francs succès lors de la révision des accords de coopération avec la France : départ des militaires français présents à Madagascar (et l'évacuation de la base de Diégo-Suarez), sortie de la zone franc, etc. Volontairement « insolent » vis-à-vis de l'ancienne puissance coloniale, il s'attire la méfiance de Jacques Foccart qui le surnomme « le Rusé » ou encore « le Caméléon ». Il est alors considéré, avec le colonel Richard Ratsimandrava, comme un jeune ministre à forte personnalité et enclin à une révolution politique et sociale afin d'accélérer le développement de Madagascar.

### Socialisme malgache lors de l’instauration de la Deuxième République
Ratsiraka, plus tard connu sous le surnom de « l'Amiral rouge », reçoit en 1975 le pouvoir du Directoire militaire, qu'il transforme en Conseil suprême de la Révolution après l'agitation qui suit le mystérieux assassinat de Ratsimandrava. Il publie alors une Charte malgache de la Révolution socialiste (le Boky Mena) dans laquelle il énonce les principes politiques qui doivent inspirer la nouvelle Constitution soumise à référendum. À l'issue de celui-ci, il est élu président de la République démocratique malgache et commence à instituer un régime se réclamant du socialisme, fondant le parti politique Avant-garde pour la Révolution malgache – Andrin' ny revolisiôna Malagasy (AREMA). Contrairement à bien des pays africains de l'époque, Madagascar n'applique pas officiellement un système de parti unique, mais de coalition unique, seuls les partis politiques adhérant au Front de défense de la Révolution (organe gardien des valeurs constitutionnelles) étant autorisés. Dans les faits, l'AREMA a largement dominé la IIe République.
Le rêve du « paradis socialiste » se heurte cependant vite au manque de moyens financiers propres par rapport aux investissements de masse à mener à court terme, et la dette publique explose. Si Madagascar s'affirme comme membre du mouvement des non-alignés, il est cependant rapidement contraint de demander le soutien du Fonds monétaire international et en subit les conséquences : les politiques d'ajustements structurels exigés par l'organisation internationale en échange de son aide déclenchent la colère sociale dans le pays.
Outre l'échec de sa politique économique, il déclare la malgachisation de l'enseignement, et ce alors qu'il n'y a pas suffisamment de professeurs compétents. Les élèves qui furent scolarisés à cette époque sont depuis considérés dans le pays comme une « génération sacrifiée ».
Ratsiraka, bien que réélu à deux reprises (1982 et 1989), doit faire face à une double opposition, celle de son aile gauche « révolutionnariste » (cas de l'insurrection étudiante à Tananarive en 1978) et celle de l'opposition libérale, qui se trouve renforcée à la fin des années 1980 par le marasme économique que connaît le pays, par le phénomène général de transition démocratique en Afrique et enfin par l'effondrement du bloc de l'Est, qui complique toute démarche de « révolution socialiste » qui ne pourrait dès lors s'appuyer que sur un nombre limité de partenaires politiques et de soutiens économiques. 
Son régime présidentiel, qui contribua à faire de Madagascar l'un des pays les plus pauvres du monde, prend fin en 1993, lorsqu'il perd l’élection face à Albert Zafy, après une transition libérale initiée dès 1991, où le pouvoir avait été partagé entre les institutions constitutionnelles et une Haute Autorité de l'État, apparue par convention entre le pouvoir en place et l'opposition.

### Tournant humaniste écologique et retour au pouvoir
Zafy est destitué par l'Assemblée nationale en 1996, à la suite de manœuvres politiques au sein de sa majorité (très hétérogène). Ratsiraka fait son grand retour politique début 1997 en gagnant au second tour l’élection présidentielle sous la bannière de l'AREMA, rebaptisée Avant-garde pour la Rénovation de Madagascar, contre Zafy et Norbert Ratsirahonana.
Didier Ratsiraka, promoteur d'un humanisme écologique qui permettrait selon lui un développement durable et harmonieux de la Grande Île, fait alors amender la Constitution de 1992 qui, par le statut mal défini des relations entre le Président et le Premier ministre, avait provoqué l'empêchement d'Albert Zafy par le Parlement. Le rééquilibrage des pouvoirs est opéré en 1998, tandis que la croissance économique du pays oscille entre 4,3 et 5,1 % par an entre 1997 et 2001. Son mandat est celui du retour d'une autorité étatique forte et hiérarchisée, qui procède à une décentralisation poussée en mettant en place les six provinces autonomes et ramène la stabilité au pays après la présidence chaotique d'Albert Zafy, dont la réputation avait souffert de sa mauvaise gestion des affaires.

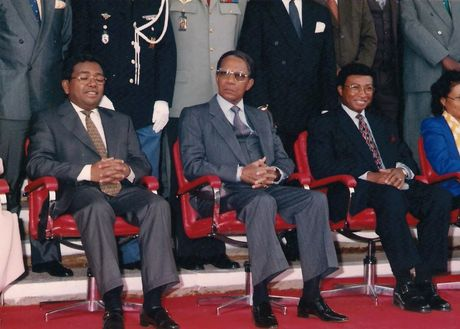
Didier Ratsiraka au centre (1996-2001).

### Crise politique de 2001-2002
Cependant, aux élections présidentielles de décembre 2001, Ratsiraka est devancé au premier tour par Marc Ravalomanana, un industriel tananarivien, par 46,44 % contre 40,61 % (selon les chiffres du ministère de l'Intérieur).
Ravalomanana, un autodidacte protestant, n'accepte pas ce résultat officiel, s'appuyant sur un score de 53 % estimé par son association politique Tiako i Madagasikara (« J'aime Madagascar ») et son comité de soutien. Ratsiraka et les autres candidats démentent formellement une victoire au premier tour de l'entrepreneur : le président sortant refuse la confrontation des procès-verbaux, dénonçant les estimations de Ravalomanana comme falsifiables à merci,.
Un second tour aurait dû ainsi avoir lieu, mais une grave crise politico-économique éclate. Ravalomanana prête serment de force et se proclame président de la République le 22 février 2002 avec le soutien de la population des Hautes-Terres malgaches, et les deux gouvernements cherchent à prendre le contrôle du pays. Dès la fin du mois de février, Ravalomanana contrôle entièrement la capitale Tananarive — acquise à sa cause —, tandis que Ratsiraka transfère le siège de son gouvernement à Tamatave, sur la côte, et reste aux commandes dans cinq provinces sur six. Après cette crise — très dure — de plusieurs mois et malgré plusieurs tentatives d'accords menées à Dakar sous l'égide de l'Union africaine, le camp de Ravalomanana prend finalement le dessus militairement et Didier Ratsiraka quitte le pays le 5 juillet 2002 depuis l'aéroport de Tamatave.

### Retour d'exil
Durant son exil à Paris il fut condamné par contumace le 6 aout 2003 à 10 ans de travaux forcés et 10 millions de francs FMG. Après 9 ans et 4 mois, il rentre à Madagascar le 24 novembre 2011. Sa sanction est amnistiée par la classe politique vers 2012-2013.
Il décide de réintégrer totalement Madagascar en avril 2013 et participe au sommet de la réconciliation nationale initié par le Conseil des églises chrétiennes de Madagascar (FFKM). Le 27 avril 2013, il se porte candidat à l'élection présidentielle à venir, mais sa candidature est finalement rejetée par la Cour électorale spéciale (CES) de Madagascar dans sa décision du 17 août 2013. Il accepte un entretien biographique contradictoire avec Cécile Lavrard-Meyer, maître de conférences à Sciences Po Paris, qui publie en juillet 2015 cette relecture sans complaisance de sa vie et de son action politique.

### Élection présidentielle de 2018
Il dépose sa candidature le 21 août 2018 en vue de participer à l'élection présidentielle de 2018. Il est éliminé dès le premier tour, n'obtenant que 0,45 % des voix.

## Mort et hommages
Le 22 mars 2021, il est admis au centre hospitalier de Soavinandriana à Antananarivo, pour officiellement soigner « une petite grippe » dans le contexte de la pandémie de Covid-19 et du refus officiel de la vaccination par les autorités du pays. Il meurt le 28 mars, d'un arrêt cardiaque,. Le lendemain est décrété journée de deuil national et des honneurs militaires lui sont rendus au palais d'État d'Iavoloha, qu'il a fait construire au début de son premier mandat, avant son inhumation dans le mausolée de la capitale.

## Distinctions
- Grand cordon de l'ordre national Malagasy